# Simone Scuffet
Simone Scuffet (Remanzacco, 31 mei 1996) is een Italiaans voetballer die als doelman speelt. Hij stroomde in 2013 door vanuit de jeugdopleiding van Udinese, waar hij in juni 2014 zijn contract verlengde tot medio 2019.

## Clubcarrière
Scuffet komt uit de jeugdacademie van Udinese. In 2013 werd hij bij het eerste elftal gehaald. Hij debuteerde voor Udinese in de Serie A op 1 februari 2014, tegen Bologna FC 1909. Tijdens het seizoen 2015/16 werd de doelman verhuurd aan Como Calcio 1907.

## Interlandcarrière
Scuffet kwam uit voor meerdere Italiaanse nationale jeugdelftallen. Hij behaalde 19 caps voor Italië -17. Op 5 maart 2014 debuteerde hij voor Italië -19, in een vriendschappelijke interland tegen Duitsland -19. In 2015 maakte Scuffet zijn opwachting voor Italië –21.
1 Silvestri ·
2 Ebosele · 
4 Lovrić ·
5 Guessand ·
6 Zarraga ·
7 Success ·
8 Quina ·
9 Davis ·
10 Deulofeu ·
12 Kamara ·
13 Ferreira ·
14 Abankwah ·
15 Buta ·
17 Lucca ·
18 Pérez ·
19 Ehizibue ·
20 Semedo ·
22 Brenner ·
23 Ebosse ·
24 Samardžić ·
26 Thauvin  ·
27 Kabasele ·
28 Benkovic ·
29 Bijol ·
30 Giannetti ·
31 Kristensen ·
32 Payero ·
33 Zemura ·
34 Diawara ·
40 Okoye ·
79 Pejičić ·
93 Padelli ·
99 Piana ·
Karlström ·
Ekkelenkamp ·
Esteves ·
Bravo ·
Pizarro ·
Coach: Runjaic